# Franciszek Tadeusz Czyż
Franciszek Tadeusz Czyż z Woronnej herbu Godziemba – sędzia ziemski wileński w 1765 roku, krajczy wileński w latach 1757–1765, dyrektor wileńskiego sejmiku przedkonwokacyjnego w 1764 roku, wileńskiego sejmiku relacyjnego, przedelekcyjnego i przedkoronacyjnego 1764 roku, sejmiku deputackiego, sejmiku gospodarczego i sejmiku elekcyjnego 1765 roku, marszałek konfederacji województwa wileńskiego w 1764 roku.

## Życiorys
Podpisał elekcję w 1764 roku. Poseł na Sejm Rozbiorowy (1773–1775) z województwa wileńskiego.